# 米歇尔斯诺伊基兴
米歇尔斯诺伊基兴是德国巴伐利亚州的一个市镇。总面积32.85平方公里，总人口1763人，其中男性874人，女性889人（2011年12月31日），人口密度54人/平方公里。